# Inazuman
Inazuman (イナズマン?, letteralmente Uomo Lampo) è un personaggio immaginario creato da Shōtarō Ishinomori esordito nella omonima serie di genere Tokusatsu del 1973; l'autore ne ha anche realizzato una versione manga nello stesso periodo.

## Caratteristiche del personaggio
Inazuman è in realtà lo studente universitario Goro Watari (渡 五郎 Watari Gorō), un mutante dotato di poteri straordinari. Ha perso la madre quando era piccolo e ha avuto momenti cupi durante la sua infanzia: una amica, Teresa, è stata portata via da un soldato americano durante l'occupazione del Giappone da parte dell'esercito statunitense.
Ma quando l'Impero Neo Umano(新人類帝国 Shinjinrui Teikoku) inizia ad attaccare l'umanità con il suo esercito di malvagi mutanti, Goro mette alla prova i suoi poteri psionici.
Prima di combattere, Goro fa una posa dove incrocia le braccia di fronte al petto e esclama la frase "Gōriki Shōrai!"(剛力招来,Evoca la Grande Forza). Viene poi avvolto in un bozzolo che esplode, rivelando la creatura Sanagiman (サナギマン),dall'aspetto di un bozzolo corazzato marrone dotato di forza sovrumana.
Sanagiman è capace di assorbire l'energia cinetica degli attacchi nemici e quando ha accumulato abbastanza energia, incrocia le braccia di fronte al petto mentre pronuncia "Chōriki Shōrai!"(超力招来,Evoca la Forza Suprema) e Sanagiman esplode, facendo apparire Inazuman.
Inazuman è una sorta di falena umanoide dal corpo azzurro con occhi ovali gialli, antenne pelose a forma di fulmine, dei marchi a forma di fulmine sul suo corpo e una sciarpa che può trasformarsi in una varietà di armi, inclusa una catena a frusta. Inazuman ha dei poteri psionici molto potenti, capaci di ricostruire interi edifici.
Goro è un membro della Lega Della Gioventù,un gruppo formato da ragazzi dotati di poteri psichici, e ha un legame telepatico con Raijingo, la sua macchina volante senziente che può lanciare missili e mordere i nemici con i suoi denti.

## Manga
Nel manga di Ishinomori, Goro Watari viene chiamato Saburo Kazeda (風田 サブロウ Kazeda Saburō) detto Sabu (サブ).
Originariamente, Inazuman doveva essere l'eroe di una serie animata chiamata Mutant Z. La versione manga di Inazuman è piuttosto diversa dalla controparte live action:ha una proboscide sulla fronte e può far spuntare delle ali da falena dalla schiena.
Nel manga, Saburo ha anche un'amica di nome Miyo che cade spesso vittima dei suoi scherzi a base di poteri psionici.

## Anime

### TV
La serie TV venne prodotta dalla Toei per un totale di 48 episodi divisi in due parti: Inazuman e Inazuman Flash. La prima parte venne trasmessa sul canale NET (ora TV Asahi) dal 2 ottobre 1973 al 26 marzo 1974 con un totale di 25 episodi. Goro Watari è interpretato da Daisuke Ban (famoso per aver anche interpretato Jiro in Kikaider). Tutti i 48 episodi vennero trasmessi sul canale KIKU TV alle Hawaii a metà degli anni 70 in seguito al successo di Kikaider. La seconda, Inazuman Flash (イナズマンF（フラッシュ） Inazuman Furasshu) è la seconda parte della serie live action, sempre prodotta dalla Toei e trasmessa sul canale NET dal 9 aprile 1974 al 24 settembre 1974 con un totale di 23 episodi. Dopo aver sconfitto l'Imperatore Bamba e i suoi mutanti, Inazuman è alle prese con l'Armata Despar formata da mostri robot e guidata dal malvagio Fuhrer Geisel. Stavolta Inazuman viene aiutato dal cinico agente dell'Interpol Arai Makoto.

### OAV
Inazuman appare anche in versione anime nell'OAV del 2002 The Boy Who Carried A Guitar:Kikaider Vs Inazuman, basato su un capitolo del manga di Inazuman dove incontra Kikaider.